# 桓亮
桓亮（？—405年），字景真，譙國龍亢（今安徽懷遠）人。桓楚政權人物，譙國桓氏族人，桓溫之孫，桓玄之侄，桓濟之子。

## 生平
桓玄受九錫時，新野人庾仄起義兵反對桓玄，桓亮便於羅縣起兵，自號平南將軍、湘州刺史，攻討庾仄。後來庾仄事敗，桓亮卻因擅自乘亂起兵，有違國法，而被叔父桓玄徙至衡陽。桓玄篡晉稱帝，建立桓楚後，次年就已兵敗被殺。桓亮及桓振、桓謙等子侄仍四處領兵擾襲荊州、湘州、江州、豫州等地區。桓亮自號江州刺史，攻打豫章，卻被真正的江州刺史劉敬宣擊敗。後來他又自號鎮南將軍、湘州刺史，出兵湘中，殺死衡陽前太守韓繪之等郡內官員。最後桓亮被廣武將軍郭彌所殺，死於益陽。